# Carlslund, Mjölby kommun
Carlslund är en ny  bebyggelse söder om Mjölby  i Mjölby kommun. Vid SCB;s ortsavgränsning 2020 klassades bebyggelsen som en småort.